# The Sunset Trail (film fra 1917)
The Sunset Trail er en amerikansk stumfilm fra 1917 af George Melford.

## Medvirkende
- Henry A. Barrows som Vernon Treloar
- William Elmer som Price Lovel
- Harrison Ford som Kirk Levington
- Vivian Martin som Bess Aiken
- Charles Ogle som Judd Aiken